# オーガストゥス・ラブ

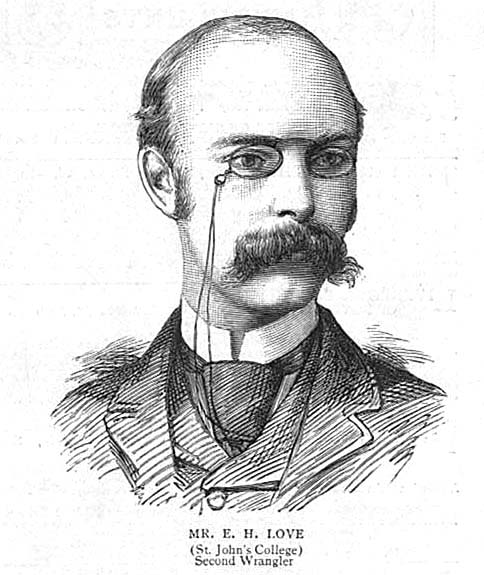
オーガストゥス・ラブ

オーガストゥス・ラブ（英語: Augustus Edward Hough Love、1863年4月17日 - 1940年6月5日）は、イギリスの数学者・物理学者である。1911年に表面波の一種である「ラブ波」の存在を理論的に証明した。ラブ波という名前は、彼の名前に由来している。

## 受賞歴
- 1909年 ロイヤル・メダル
- 1911年 アダムズ賞
- 1926年 ド・モルガン・メダル
- 1937年 シルヴェスター・メダル